# Grelot (carte à jouer)
Pour les articles homonymes, voir Grelot.

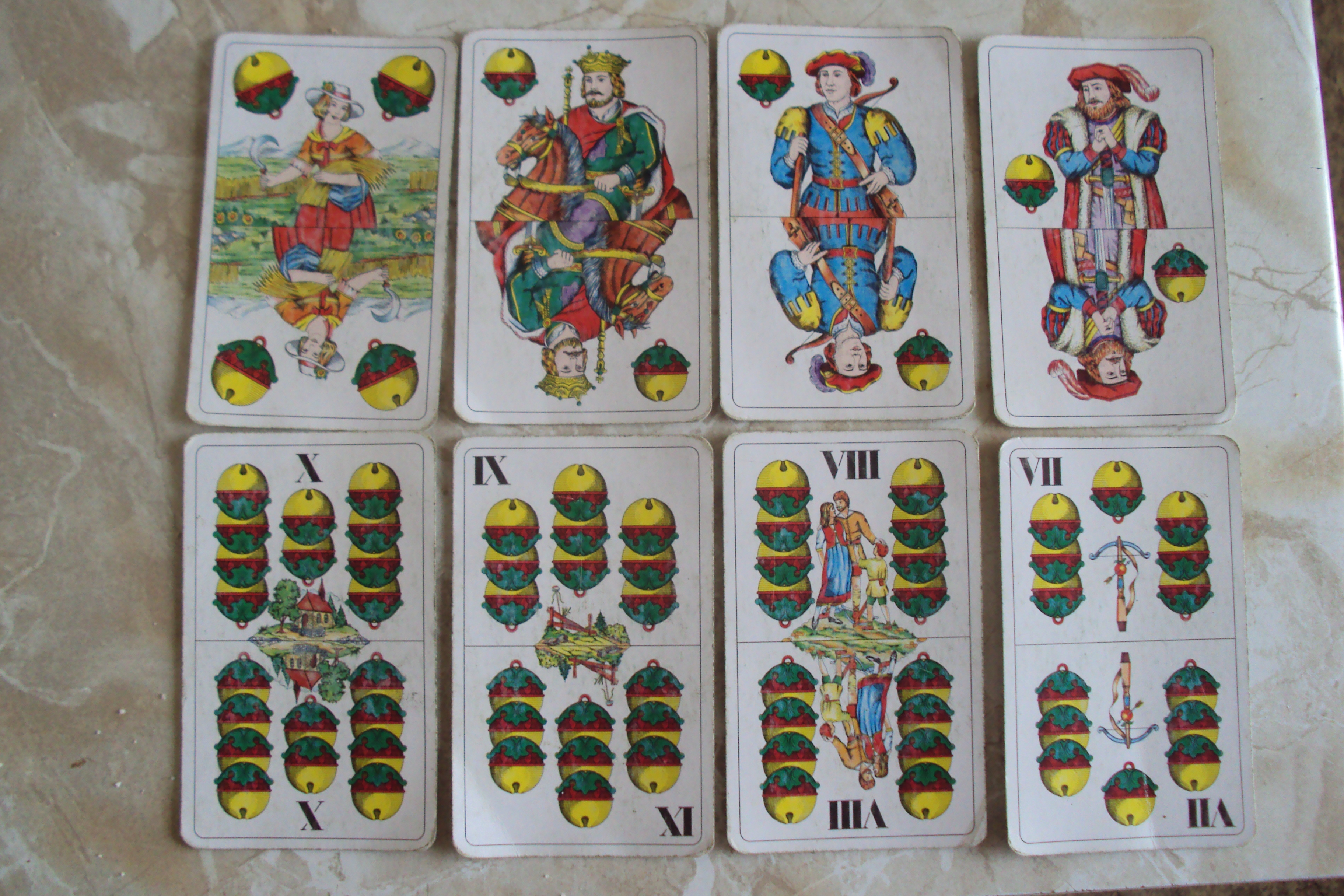
Les grelots d'un jeu de cartes allemand au portrait de Bavière.

Le grelot (en allemand : Schellen) est une enseigne de cartes à jouer et l'une des quatre enseignes germaniques avec le cœur, la feuille et le gland.

## Caractéristiques
Comme son nom l'indique, le grelot est représenté par un grelot stylisé jaune, avec parfois des éléments rouges et verts.
En hongrois, le grelot est appelé Tök. 
Il correspond au carreau des enseignes françaises.
Le grelot est la plus faible couleur dans les jeux de Skat, de Doppelkopf et de Schafkopf (de), et la deuxième plus forte à la Préférence (de). Au Watten, le sept de grelot (six de grelot au Tyrol, où il est appelé « Weli ») est le deuxième plus fort atout.

## Historique
L'enseigne de grelot a pour origine l'enseigne de denier des enseignes latines.